# Szergej Alekszandrovics Fokin
Szergej Alekszandrovics Fokin (oroszul: Серге́й Александрович Фокин; Uljanovszk, 1961. július 26. –)
szovjet válogatott orosz labdarúgó.

## Pályafutása

### Klubcsapatban
1984 és 1992 között a CSZKA Moszkva, 1992 és 2000 között az Eintracht Braunschweig játékosa volt.

### A válogatottban
1989 és 1990 között 3 alkalommal szerepelt a szovjet válogatottban. Részt vett az 1990-es világbajnokságon.

## Sikerei, díjai

### Játékosként
CSZKA Moszkva
- Szovjet bajnok (1): 1991
- Szovjet kupa (1): 1991

Szovjetunió
- Olimpiai bajnok (1): 1988

## Külső hivatkozások
- Szergej Fokin adatlapja a National-Football-Teams.com oldalon (angolul)

- Szergej Fokin. eu-football.info
- Szergej Fokin (orosz nyelven). rusteam.permian.ru
- Szergej Alekszandrovics Fokin profilja az Olympedia oldalán (angolul)